# Gosnay
Gosnay ist eine französische Gemeinde mit 946 Einwohnern (Stand: 1. Januar 2022) im Département Pas-de-Calais in der Region Hauts-de-France. Sie gehört zum Arrondissement Béthune, zum Kanton Nœux-les-Mines und zum Gemeindeverband Béthune-Bruay, Artois-Lys Romane. 

## Geographie
Die Gemeinde Gosnay liegt im Nordfranzösischen Kohlerevier, etwa vier Kilometer westsüdwestlich von Béthune. Die Lawe und ihre Uuflüsse Brette und Blanche  fließen durch die Gemeinde. Umgeben wird Gosnay von den Nachbargemeinden Chocques im Norden, Annezin im Nordosten, Fouquereuil im Osten, Gosnay im Südosten und Süden, Bruay-la-Buissière im Süden und Südwesten sowie Lapugnoy im Westen. Die Autoroute A26 verläuft am nordöstlichen Rand der Gemeinde.

## Bevölkerungsentwicklung
| Jahr                       | 1962 | 1968 | 1975 | 1982 | 1990 | 1999 | 2006 | 2012 | 2022 |
| -------------------------- | ---- | ---- | ---- | ---- | ---- | ---- | ---- | ---- | ---- |
| Einwohner                  | 1509 | 1388 | 1297 | 1178 | 1226 | 1195 | 1092 | 990  | 946  |
| Quellen: Cassini und INSEE |      |      |      |      |      |      |      |      |      |

## Sehenswürdigkeiten
- Kirche Saint-Léger aus dem 17. Jahrhundert
- Altes Kartäuserkloster, Damen- und Herrenkonvent seit 1986 Monument historique
- Britischer Soldatenfriedhof

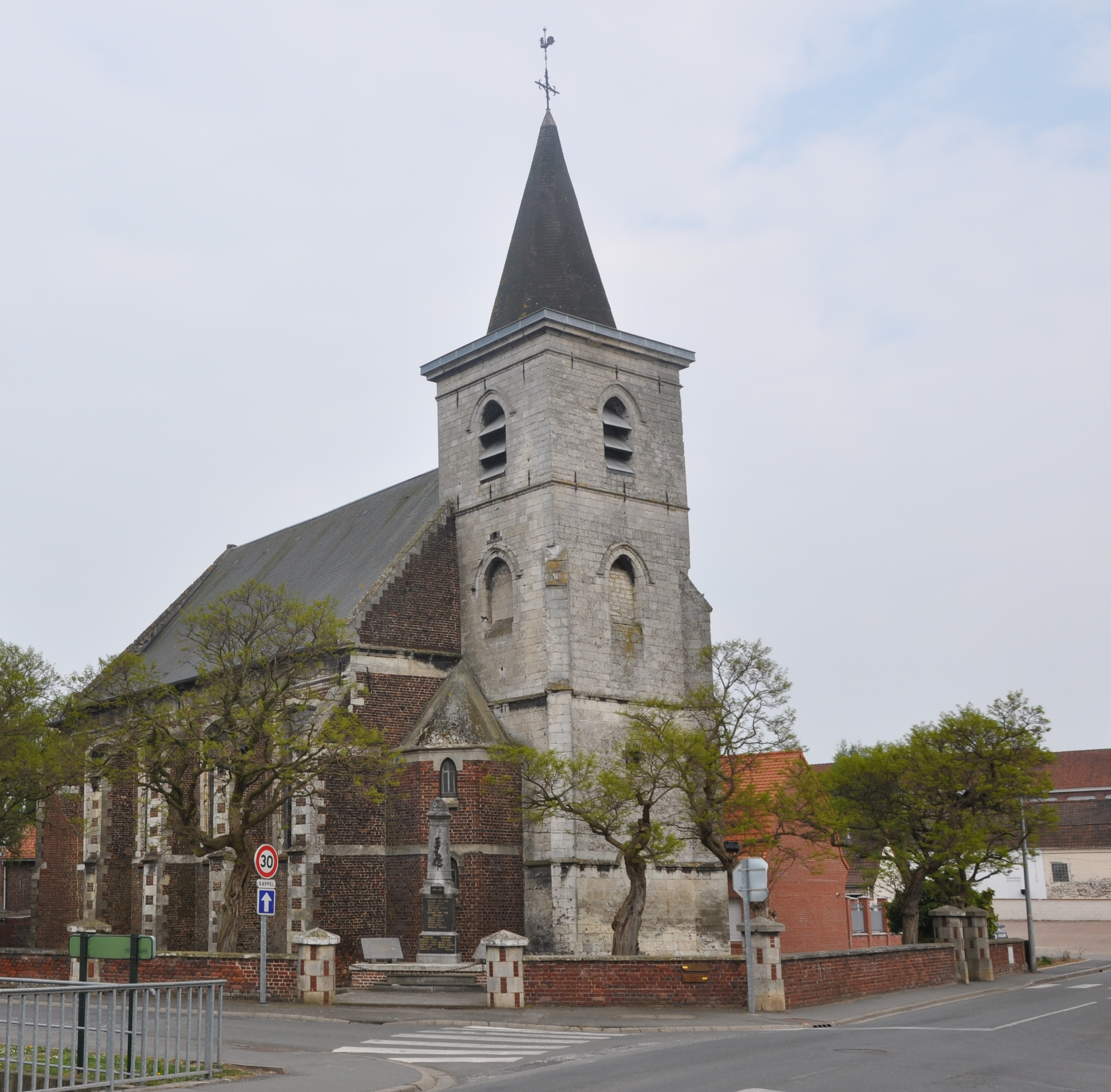
Kirche Saint-Léger
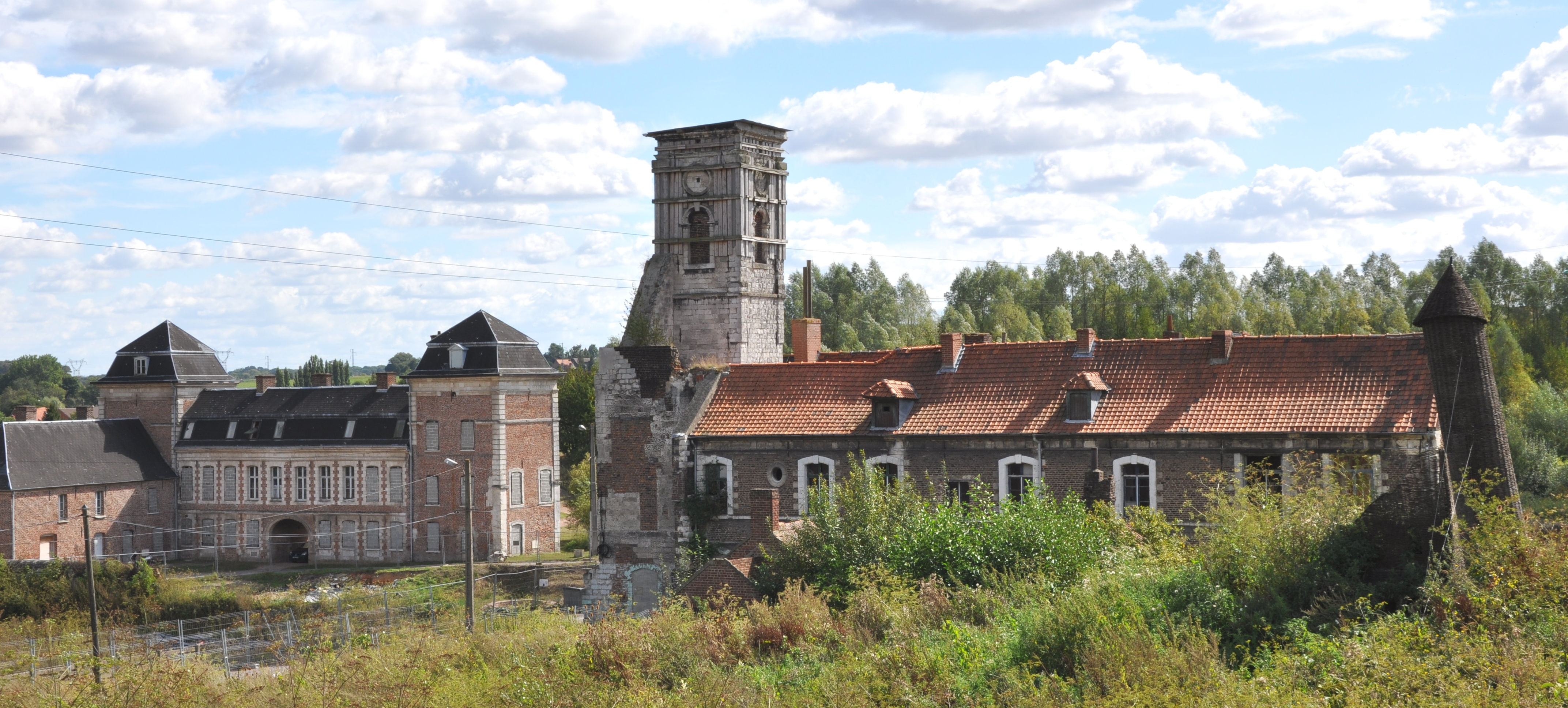
Damenkonvent
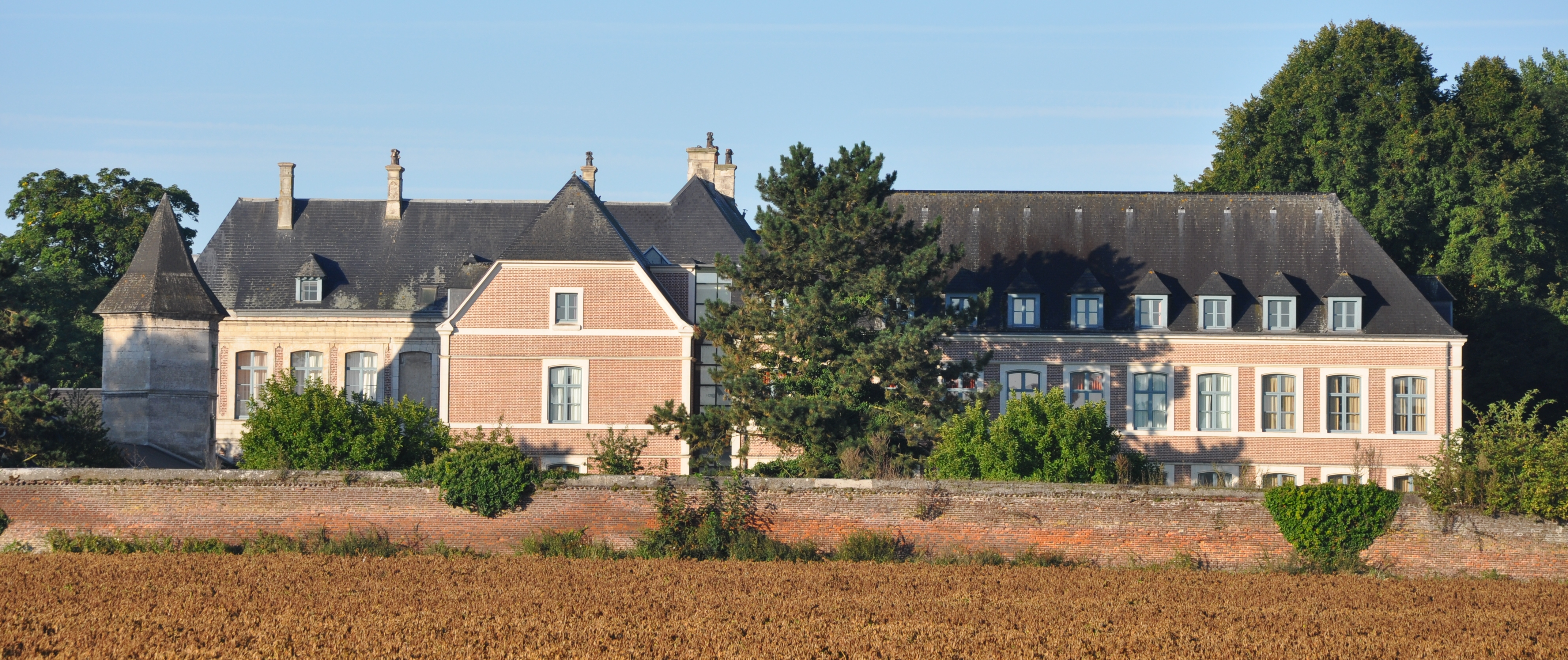
Herrenkonvent
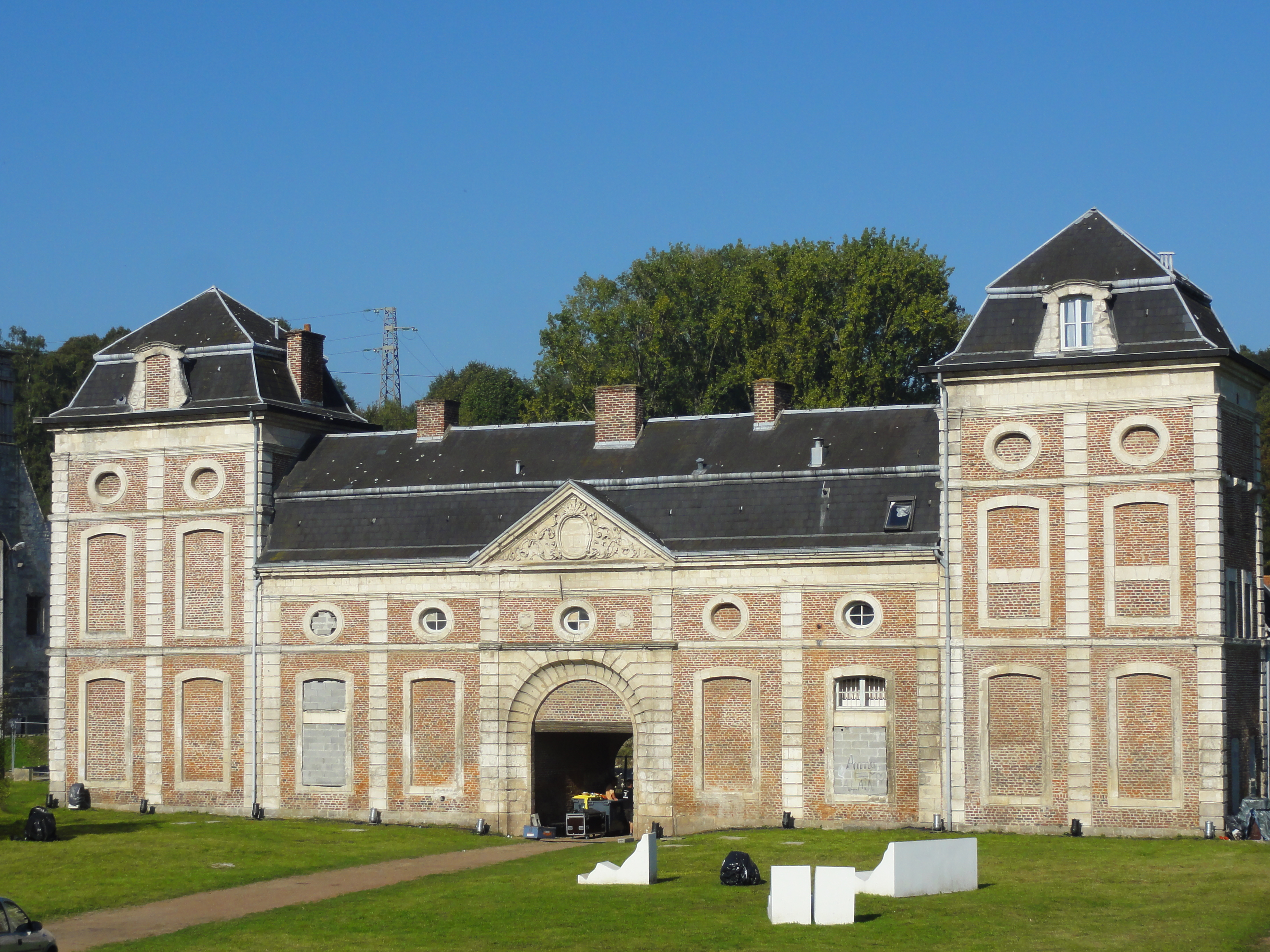
Château des Dames in der gleichnamigen ehemaligen Bergarbeitersiedlung
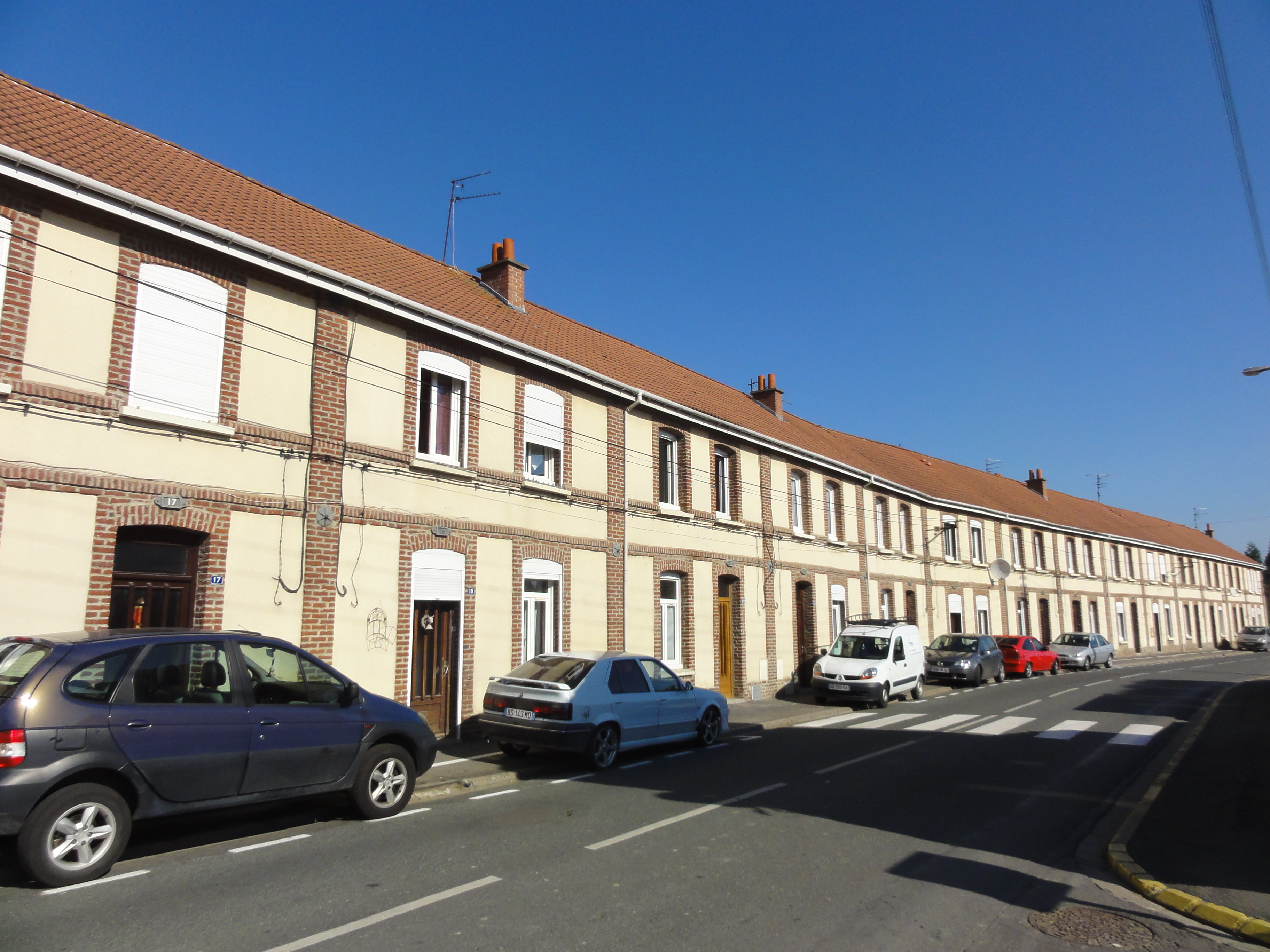
Bergarbeiterhäuser der ehemaligen Zeche Nr. 1
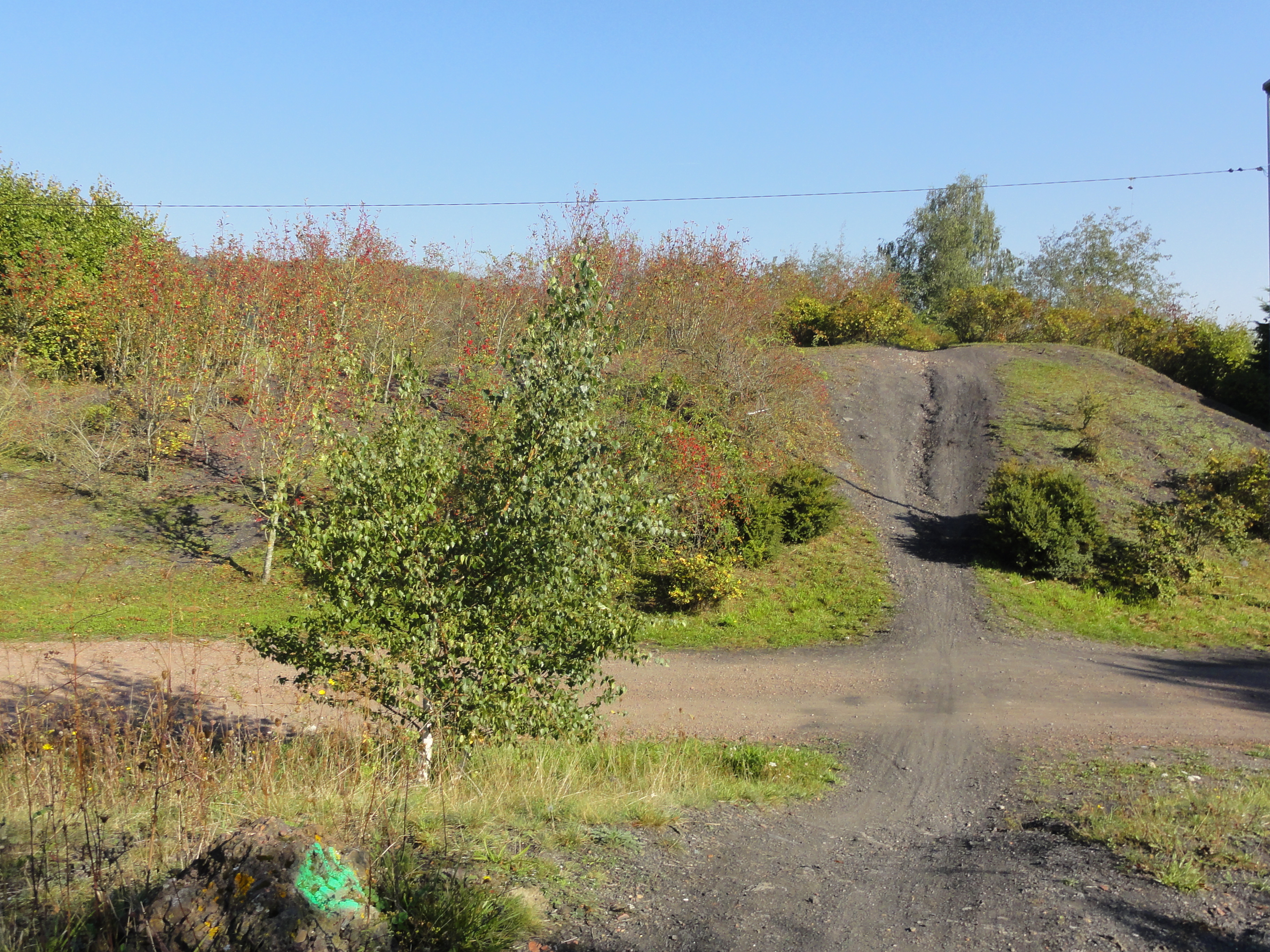
Abraumhalde Nr. 259